# Ilo
Ilo este un oraș situat în partea de sud a statului Peru, pe malul Pacificului, în Regiunea Moquegua. Este reședința provinciei omonime.